# NUMBERS 天才数学者の事件ファイル
『NUMBERS 天才数学者の事件ファイル』（ナンバーズ てんさいすうがくしゃのじけんファイル、原題: Numb3rs、Numbers、公式には NUMB3RS）は、アメリカ合衆国で2005年から2010年にかけて放送されていたテレビドラマである。

## 概要
FBI特別捜査官ドン・エプスと、彼に協力する弟の天才数学者チャールズ・エプスの活躍を描くドラマである。番組の製作総指揮はリドリーとトニーのスコット兄弟、制作はニコラス・ファラッチ (Nicolas Falacci) とシェリル・ヒュートン (Cheryl Heuton)、プロダクションはスコット・フリー・プロダクションズ、製作局はCBSパラマウント・ネットワーク・テレビジョン、アメリカではCBSネットワークで放送されていた。
日本ではサスペンスシアター FOXCRIMEで、2006年10月から第1シーズン、以後第2・第3シーズンまでが放送された。FOXでは、遅れて2007年1月から第1シーズンの放送が開始。以後FOXCRIMEから数ヶ月ずれて放送されていたが、2010年1月からは第4シーズンがFOXのみで放送中である。なお、すべて字幕版のみの放送である。地上波では、2009年4月3日より、テレビ朝日にて第1シーズンの日本語吹き替え版を放送。2011年1月7日からはテレビユー山形、同年3月2日からはテレビ金沢、7月6日からは仙台放送にて第1シーズンが放送された。テレビ東京でも、2016年6月27日から『ランチチャンネル』で第1シーズン・第2シーズンが放送され、2017年3月24日より第3シーズンが、2017年8月14日より第4シーズンが放送された。BSでは、Dlifeで2014年1月17日から第1シーズンの放送が開始され、2016年12月23日にはファイナル・シーズン（第6シーズン）の放送が開始される予定となっている。
DVDは、2009年5月22日以降、第1シーズンと第2シーズンのリリース（レンタルおよびセル）が順次行われている（詳細はパラマウント ジャパン DVD公式サイトを参照）。
番組では、兄ドンと弟チャールズ、そして父アランの関係と、兄弟で力を合わせて主にロサンゼルスでおこる犯罪と戦う姿について同程度に焦点を合わせて描かれる。典型的なエピソードとしては、犯罪が起こり、ドン率いるFBI捜査官チームによる捜査、チャールズによる数学的な解析から重要な捜査情報もしくはヒントが得られ、犯人特定とその検挙が描かれる。ラリー・フラインハートやアミタ・ラマヌジャンがチャールズによる解析の手助けをする場面も多い。
また番組中でのチャールズ・エプス教授の呼び方は、ほぼ愛称である"チャーリー"であり、彼自らチャーリー・エプスと名乗ることもある。

## NUMBERSと数学
コンサルタントとして、複数の数学者が各エピソードで協力している。番組内で提示されている数学や黒板上の方程式は正確なものであり、各回の番組内の状況に実際に適用できる。このことは、現役の数学者によっても認められている。（米国数学協会発行の記事「Numb3rs gets the math right」。や、Math Gamesの1月21日号におけるEd Pegg, Jr.による関連する問題の議論、ベイジアン探索理論、グラフ理論、組合せ数学などについて。）しかし数学者コンサルタントの中には、数学の使い方や、各場面のコンサルタントのまとめ方の不足など、各話の制作について懸念を示している者もいる。加えて、女性数学者の描写、そしてチャールズ・エプス教授と大学院生アミタ・ラマヌジャンとの関係の不適切な描写も挙げている。
FBIへの協力では、チャールズ・エプス教授は番組内で（主に）次の数学分野の理論を適用した。暗号解読、確率論、ゲーム理論、偏微分方程式、決定理論、グラフ理論、データマイニング、そして天体物理学。
アメリカでは番組内のエピソードを教材として使用している教師もいる。テキサス・インスツルメンツと数学教師評議会は We All Use Math Every Day 教育福祉計画を作成した。そこでは、次回のエピソードで使用される内容の概念に基づいた教材を教師に提供している。

## 登場人物
| 役名                                                      | 役者                                                                               | 部門/部署                                               |
| --------------------------------------------------------- | ---------------------------------------------------------------------------------- | ------------------------------------------------------- |
| ドン・エプス (Don Eppes) Pilot版 Don Emrick               | ロブ・モロー (Rob Morrow) 日本語吹替：内田直哉 Pilot版 Gabriel Macht               | FBI特別捜査官                                           |
| チャールズ・エプス (Charles Eppes) Pilot版 Charlie Emrick | デイビッド・クロムホルツ (David Krumholtz) 日本語吹替：咲野俊介                    | 数学者/FBI/NSAコンサルタント                            |
| アラン・エプス (Alan Eppes) Pilot版 Alan Emrick           | ジャド・ハーシュ (Judd Hirsch) 日本語吹替：長克巳 Pilot版 Len Cariou               | 元LA顧問都市計画家                                      |
| テリー・レイク (Terry Lake)                               | サブリナ・ロイド (Sabrina Lloyd) 日本語吹替：勝生真沙子 Pilot版 Jennifer Bransford | FBI捜査官/プロファイラー（第1シーズンのみ）             |
| メーガン・リーブス (Megan Reeves)                         | ダイアン・ファール (Diane Farr) 日本語吹替：世戸さおり                             | FBI捜査官/プロファイラー（第2シーズンから）             |
| ラリー・フラインハート (Larry Fleinhardt)                 | ピーター・マクニコル (Peter MacNicol) 日本語吹替：石丸博也                         | 物理学者/FBIコンサルタント（～ファイナルシーズン第2話） |
| アミタ・ラマヌジャン (Amita Ramanujan)                    | ナヴィ・ラワット (Navi Rawat) 日本語吹替：大坂史子                                 | 数学者/FBIコンサルタント                                |
| デイビッド・シンクレア (David Sinclair)                   | アリミ・バラード (Alimi Ballard) 日本語吹替：竹田雅則                              | FBI捜査官                                               |
| コルビー・グレンジャー (Colby Granger)                    | ディラン・ブルーノ (Dylan Bruno) 日本語吹替：加瀬康之                              | FBI捜査官（第2シーズンから）                            |
| リズ・ワーナー (Liz Warner)                               | アヤ・スミカ (Aya Sumika) 日本語吹替：東條加那子                                   | FBI捜査官（第3シーズンから）                            |
| ニッキー・ベタンコート (Nikki Betancourt)                 | ソフィーナ・ブラウン (Sophina Brown) 日本語吹替:下田レイ                           | FBI捜査官（第5シーズンから）                            |

## 主要登場人物

### エプス家の人々
ドン・エプス (Don Eppes)
演 - ロブ・モロー (Rob Morrow)、日本語吹替 - 内田直哉
エプス家の長男。ドンは愛称で、本名はドナルド・エプス。FBI特別捜査官で、多くの部下を持つ主任のような立場にあると推測される。私生活を犠牲にしてまで、真摯に事件解決に取り組む優秀な捜査官であり、犯人確保の際には先頭に立ち敢然と悪と立ち向かう強さを併せ持つ。
弟チャーリーの才能に絶対の信頼を寄せ、協力を依頼する一方で、ライバル心を抱くこともある。幼い頃、天才の弟にかかりきりで、両親から顧みられなかったこともあって、あまり手のかからない優等生として成長したが、逆に言えば、他人を頼らず、何でも一人で抱え込むようになってしまったことを、今になって父アランやチャーリーから心配されている。
母の病気を理由に前任地のアルバカーキから家族の暮らすロサンゼルスに異動した。その際、結婚を前提に同棲していた元同僚とも別れている。自宅としてアパートを借りているが、ほとんど帰っておらず、チャーリーや父のこともあって、実家と職場を行き来している。現在、プライベートなつき合いはほとんどないが、アルバカーキ時代には友人も多かった。そのことで兄が家族のために自分を犠牲にしているとチャーリーは少なからずショックを受けた。
弟同様、女性にはかなり奥手で不器用。本人曰く、印象に残ったデートはコインランドリーでピザ（相手はテリー）。第1シーズンに登場していた、元恋人で微妙な関係を保っていたテリーに第2シーズンでは去られることになった。その後も、同じくFBI捜査官であるリズと交際するなど、かなりモテてはいるが、女運はかなり悪い模様。
スポーツが得意で、特に野球はかつてマイナーリーグに所属するほどの選手だったが、才能の限界を感じて引退し、FBIの試験を受けた。地元ドジャースファンで忙しい合間でも試合はチェックしている。
仕事に関係のない事にはほとんど関心を持たないせいで父や弟に比べ、かなり知識が偏っている。本人も自覚しているらしく「俺でも本を読むことがある」などと自嘲することもある。
物語終盤にかけてFBIへの忠誠心に迷いを感じる場面が多く見られたが、最終的にはFBIこそが自分の天職であることを認識。支局長補佐のオファーを引き受け、かつての恋人でその後復縁した女性検事にプロポーズし、OKの返事をもらっている。
チャールズ・エプス (Charles Eppes)
演 - デイビッド・クロムホルツ (David Krumholtz)、日本語吹替 - 咲野俊介
愛称はチャーリー。本名はチャールズ・エドワード・エプス。エプス家の次男であり、南カリフォルニア工科大学で教鞭を取る天才数学者。連続レイプ殺人事件以降、本格的に兄に協力し始めるが、実はそれ以前から、FBI及びNSAでコンサルタントを務めていた（守秘義務から兄にも明かしていなかった）。数学者としては高名でプロ・アマチュアを問わず研究者の間ではかなり名が通っており、エプスの名前を冠した「エプス収束」という理論を発表しているほどである。
年齢は1stシーズン時点で29。これは数学者としてはピークにあたるため、ラリーからは今が大事な時期と諭される。一方で婚期でもあるため父アランからは女性との交際を促されている。
数学の論理を犯罪捜査に応用して、真実を導き出す。当初は彼の推論に懐疑的だった捜査官たちもその的確な予測に信頼を寄せるようになる（ただし、説明自体はその難解さから敬遠される）。その筋の専門家たちも知らない最新の技術や理論を捜査に持ち込み、突破口を開く。
反面、完璧さを求めるあまり、一旦、物想いにふけると周囲が見えなくなり、冷静さを欠いてしまうところがある。またメンタル面で脆い部分があり、人の死や命の危機に人一倍敏感で必要以上に責任を背負い込む。最大の理解者であった母の死期が近づいていることを受け入れられず、ガレージにひきこもり解法のない数学の難問に逃避してしまった過去がある。精神的にも肉体的にもタフな兄と異なり、目の前の危機に遭遇すると、ショックを受けて逃避する癖はその後も見られる。
負けず嫌いでこだわりが強く意地っ張り。また、天才であるが故にプライドが高く、そりの合わない大学時代のライバルがアミタにちょっかいを出した時などは、敵意剥き出しで暴言を吐いたり、親友であり恩師であるラリーが天才と称した学生に対して嫉妬するなど、若干、大人げない部分が残る。
才能には偏りがみられ、数学以外でも物理や化学には滅法強いが読解力やスペルの綴りなどの語学面は弱い。ラリー曰く、チェスではかなわないがスクラブルなら（アランでも）勝てるとのこと。スポーツでもバスケは得意だがゴルフは苦手。
飛び級で兄と同じ年に高校を卒業している。一時期、兄と疎遠だったせいか、優秀な兄の役に立ちたい、認められたいという気持ちが強い。一方で最大のライバルと認め、対抗心を燃やしている。
助手のような立場にある女学生のアミタに好意を寄せているが、兄同様、仕事（数学）以外の話題が浮かばず、デートの場を白けさせてしまうことに落ち込む。だが、第3シーズンからは自分の気持ちを積極的に伝えられるようになり、晴れて恋仲となり婚約・結婚してイギリスの大学に招聘された。
『友達作りは簡単（The Attraction Equation）』
第4シーズンでチャーリーが執筆し、マッカデン書籍から出版された書籍（自己啓発書）。
元となったのはチャーリーが9歳の頃に途中まで書いて棚上げにしていた「友人関係ダイナミクスの数理解析」という論文。
この本は通販サイトで売上TOP-100に入る人気を博し、チャーリーは教授業とFBIへの協力の合間にサイン会やテレビ出演をすることになる。ちなみに、チャーリーの直筆サイン入り初版本はプレミアムが付き、オークションサイトでは1000ドル以上の値がついたとされる（ラリー談）。
アラン・エプス (Alan Eppes)
演 - ジャド・ハーシュ (Judd Hirsch)、日本語吹替 - 長克巳
ドンとチャーリーの父親で、エプス家の家長。元LA顧問都市計画家。一年前（第1シーズン時）に妻を失った後、チャーリーと2人で暮らしている。
普段は温厚な紳士で、チャーリーの突飛な行動にも動じない、寛容さを持ち合わせるが、亡くなった妻のこととなると頑なな態度を見せることも。兄弟二人の精神的な支えであり、知性とユーモアにあふれた言動は、時として2人に思いがけないヒントを与えることもある。また、都市計画の専門家という立場から捜査に協力し、チャーリー以上に的確な意見をすることもある。
亡き妻と共に天才児のチャーリーを理解しようと努めてきたが至らぬ点が多く、ドンにしわ寄せが行った事を後悔している。また二人の息子が仕事一辺倒で結婚や恋愛に熱心ではなく、なかなか孫の顔を見せてくれないことに不満を抱き、あらゆる手で女性たちとの関係を持たせようと図る。
将来の生活への不安と30近くでいまだ部屋住みのチャーリーに自立を促す目的から自宅を売却するが、裏で手を回したチャーリーが密かに買い取った。これにより立場は逆転して、家主のチャーリーに住まわせて貰っている形になった。
危険な仕事に従事するドンを心配する一方で、学者肌のチャーリーまでも、彼の危険な仕事に巻き込まないでほしいとひとこと釘を刺す一面も。一方で、街がバイオテロの危険に晒されていたとき、守秘義務から詳細を語れず二人から外出を控えるよう忠告されても自分の趣味（ボランティア）に固執して外出する頑固者でもある。
ファイナルシーズンでは、投資に失敗して経済的苦境に陥り、再就職のためにパソコンのCADプログラムを勉強するが、プログラムの使い勝手が悪すぎたために、文句を言いに開発した会社を訪れたところ、「技術顧問として働いてほしい」というオファーを受け、再就職が決定した。

### FBI捜査官
（1stシーズン）
テリー・レイク (Terry Lake)
演 - サブリナ・ロイド (Sabrina Lloyd)、日本語吹替 - 勝生真沙子
女性捜査官でドンの良き相棒。現場の最前線に立つ勇敢で聡明な女性。
ドンに様々な助言を行い、チャーリーの展開する推論を要約して捜査員たちに分かり易く説明する役回りでもある。
ドンとは同僚以上恋人未満という微妙な仲（かつては恋仲にあった時期もあったが結局は別れたらしい）。何事にも仕事を最優先するドンとの関係はなかなか進展しなかった。後に離婚歴があることが判明する。
主役級の扱いだったが第1シーズン終盤で突然姿を消し、第2シーズンで降板した。第2シーズン1話の台詞中で、元夫とよりを戻しにワシントンDCへ行ったと説明された。
デイビッド・シンクレア (David Sinclair)
演 - アリミ・バラード (Alimi Ballard)、日本語吹替 - 竹田雅則
犯罪多発地域であるニューヨークブロンクスの出身で、苦労して現在の地位をつかむ。その生い立ちから、貧しい地域におけるギャングの犯罪に詳しくまた憎んでもいる。ギャングの抗争を装って両グループの壊滅を図り、後に自殺した犯人に代わって、コミュニティセンターでボランティア活動をするなど、地域の子供たちが犯罪に巻き込まれないことを願っている。
元陸軍兵士で爆発物の知識と扱いに長けている。連続列車テロ事件（第1シーズン）では犯人の所持していた爆弾で窮地に陥った際、寸前のところで解体に成功した。
赴任当初（第1シーズン）は局長のスパイだと思われ、ドンやテリーからやや距離を置かれていたが、犯人逮捕時に和解し、良き部下となる。
第2シーズン22話「闇からの挑戦状」では、犯人たちの罠によって負傷し、捜査の一線から退きながらも、自ら進んでアランやチャーリーの護衛を務め、見事、家の周りをうろついていた犯人グループの一味を取り押さえ、ドンの家族たちからも絶大な信頼を得た。
キャラクター付けが不明瞭だった第1シーズン序盤では、見かけ倒しで犯人との格闘で負傷するなど、どこか頼りない男として描かれていたが、中盤以降は慎重かつ冷徹に聴取を行う敏腕捜査官という顔を見せ始め、終盤では元軍人という要素が加わったことで、知性と体力を備えた頼りがいのある男として描写されるようになっていく。
ファイナルシーズン最終話で、ワシントンDCへの栄転というオファーを受けることとなり、ドンに感謝の言葉を述べてロス支局を去っていった。
イアン・エジャートン (Ian Edgerton)
演 - ルー・ダイアモンド・フィリップス (Lou Diamond Phillips)、日本語吹替 - 御園行洋
第1シーズン9話から登場。
FBI特別捜査官。全米屈指の追跡と狙撃の名手。
ドンとはアカデミーで教官を務めて以来の付き合い。
（第2シーズン）
メーガン・リーブス (Megan Reeves)
演 - ダイアン・ファール (Diane Farr)、日本語吹替 - 世戸さおり
専門分野はプロファイリング。チームのNo.2でドンが不在の時には代わりにチームの指揮をとることもあり、デイビッドやコルビーにとっては上司にあたる。
心理分析が専門だが、クラヴ・マガの達人でもあり、現場業務もこなす。
ラリーの恋人で、たびたびデートをしているが、なかなかラリーとの仲は深まらない。
4人姉妹の末っ子で、男の子が生まれなかったことに落胆した父から男の子のように育てられ、なかなかそれが抜けなかったことが溝となり、父としばらく疎遠であったことを後に明らかにしている。
また、学生時代は黒澤明監督の映画とジャズに傾倒していた。第4シーズン最終話にて、ワシントンDCで博士を修めるため退職した。
コルビー・グレンジャー (Colby Granger)
演 - ディラン・ブルーノ (Dylan Bruno)、日本語吹替 - 加瀬康之
デイビッドのパートナー。6代続いた軍人の家系でバリバリの肉体派でもある。かつてはアフガニスタンに従軍し、犯罪捜査を担当していた。そのため、今でも軍とコネがあり、捜査に軍が関わる時はパイプ役となることが多い。アフガニスタンでは様々な過酷な体験をしている。待ち伏せ攻撃にあい炎上する車両に挟まれて危うく死にそうになったことや、武器密輸ルートで待ち伏せ中に誤って極秘任務中の味方の軍の特殊部隊を銃撃して死亡者を出してしまった事などが原因で軍を辞めた。
その体育会系のキャラクターから、赴任当初（第2シーズン第1話～）は慎重な性格のデイビッドとぶつかったが、行動をともにしているうちに親友となる。だが第3シーズン最終話で中国に買収されていたことが発覚し、逮捕されるに至った。第4シーズン1話では仲間とともに脱走し、その際に二重スパイであったことが判明した。黒幕であった中国の工作員に拷問され、殺害されそうになるがチャーリーやドンなどの活躍により救出される。その後FBIに復帰し、デイビッドとの関係も修復した。
（第3シーズン）
リズ・ワーナー (Liz Warner)
演 - アヤ・スミカ (Aya Sumika)、日本語吹替 - 東條加那子
第3シーズン6話より登場。ドンはFBIアカデミー時代の恩師で、思いを寄せていたこともある。初登場時はFBI組織犯罪課・臨時リーダーを務めており、アルメニア人犯罪組織リーダーを追っていた。同シーズン13話でロス支局に異動。ドンとは一時交際していたが第4シーズンで別れている。第5シーズンではデンバーへの栄転の話が持ち上がり、一度はその話を引き受けようとするものの、直前になって辞退。最終的にドンのチームに復帰する。立場上はドンの部下であるが、第5シーズン11話で、かつてドン自らが射殺した連続強盗・殺人事件の共犯が脱獄した事件では、また射殺することになることを恐れて捜査をまともに指揮していないドンを「上司のあなたが足を引っ張ったら、元も子もないわ」と真正面から非難している。ドンと破局後、仲間に加わったニッキーに「ドンは素敵な人だけど、私にはダメ」と話している。
ハワード・ミークス (Howard Meeks)
演 - ジョシュア・マリーナ (Joshua Malina)、日本語吹替 - 佐久田脩
第3シーズン12話より登場。
地方検事補。
ドウェイン・カーター (Dwayne Carter)
演 - ショーン・ハトシー (Shawn Hatosy)、日本語吹替 - 鈴木正和
第3シーズン4話より登場。FBI対諜報部の調査員。コルビーがアフガニスタンに駐留していた頃の戦友。ロケットランチャーの命中弾を受けた軍用車からコルビーを救出した命の恩人。
実は中国のスパイ。
（第5シーズン）
ニッキー・ベタンコート (Nikki Betancourt)
演 - ソフィーナ・ブラウン (Sophina Brown)、日本語吹替 - 下田レイ
第5シーズン1話より登場。前職はロス市警の警官で4年間勤務。警察を嫌うボクサーの兄がいて、自身が警察官になったときには嫌な顔をされたことを第5シーズン5話でリズに話している。FBI捜査官としては新顔だが、早くからチャーリーに事件捜査の依頼を個人で頼むこともあり、第5シーズン20話では連続押し入り強盗事件のターゲット予測を頼んでいる。また、第5シーズン22話ではロス市警時代に捜査していた未解決強盗事件と酷似した手口による銀行強盗事件に遭遇している。
苗字はベタンコートであるが、字幕や日本語吹替の音声では「ベタンクール」と表記されている（DVDボックスのクレジットも同様）。
なお、演じるソフィーナ・ブラウンは、第2シーズン11話「放火捜査のカギ」にゲスト出演。過激な環境保護団体・ELM（Earth Liberation Movement:地球解放運動）のメンバーの1人を演じている。

### ロス市警
ゲイリー・ウォーカー (Gary Walker)
演 - ウィル・パットン (Will Patton)、日本語吹替 - 西村知道
第2シーズン22話から登場。ロス市警ギャング対策課の警部補。警官としての経験が非常に豊富であり、特にギャングなどが関わる組織犯罪の捜査に関して、かなりの腕を持っている。かつて部下だった若い巡査の死にまつわる捜査でFBIと対立したが、その後ドンと和解。その後も度々登場し、ドンらFBIのチームと協力し合同捜査を行なっている。コルビー帰還後のぎくしゃくするチーム内の人間関係については、ドンにアドバイスすることもあった。
ゲイリー本人は警部補という階級のためか、私服ではなく常に制服を着用している。

### 南カリフォルニア工科大学関連
ラリー・フラインハート (Larry Fleinhardt)
演 - ピーター・マクニコル (Peter MacNicol)、日本語吹替 - 石丸博也
物理学博士。南カリフォルニア工科大学の終身教授の肩書きをもつ。チャーリーの親友であり、大学生時代の恩師。なにより最大の理解者。
天体物理学が専門で、宇宙背景放射測定の第一人者。専門分野が数学とのかかわりが強く、チャーリーとは話題が合うために仲が良い。学部生にはおそらく数学を教えていると思われるが、授業は退屈そのもので居眠りをする学生が後を絶たず、露骨に避けられているのを気にしている。
天才だが奇人で、家を持たず大学の研究室やホテルなどを転々として暮らし、ミルクや白パンなど白い食べ物しか食べないなどの風変わりな生活をしている。だが、学者らしく人を疑うことを知らない純粋な性格で、助手の学生が犯罪に関与していると疑われた時は、わざわざFBIに赴き、自らの名誉にかけてその誤解を解こうとするなど思いやりがある一面も（結局、裏切られていたのだが）ある。典型的な理論派で、非科学的な神の存在を科学で説明しようとするカルト信者に対して激昂することもある。交友関係は意外に広く、学者仲間とのつき合いも多い。また事件で犠牲になった同窓生の葬儀に参列するなど義理堅い性格。ドンやアランとも親しく、エプス家には頻繁に出入りしている。また、女性関係については小学5年生のときに、のちにプロのチアリーダーになる少女に好意をもたれたり、ハイキング仲間から迫られたりと意外にもてているが、本人は女性の扱いがわからず当惑しており、アミタに相談することが多い。シーズン2ではFBI捜査官のメーガンに好意を持ち、捜査に協力したり、食事に誘ったりしている。
父親は画家で、幼少期には画業を引き継ぐためとして厳しい教育を受けていた。
FBIの捜査に協力するチャーリーを当初は快く思っておらず、皮肉めいた言い方で研究に身を入れるよう忠告していた。ところが、次第に彼自身も犯罪捜査に協力するようになり、専門家としての知識を生かしてチャーリーやドンに助言を行う。彼の何気ない一言がチャーリーのひらめきのきっかけになることも多い。
ミッションスペシャリストとして、国際宇宙ステーションに6ヶ月間搭乗した後は、ますます世間離れしてしまい、社会復帰が出来ずに僧院で暮らす。
第4シーズン以降は僧院を出て大学教授に戻るが、ファイナルシーズン第2話にてジュネーブの宇宙粒子物理学研究の誘いを断り、大学の予算もキャンセルし研究・大学から去り、その後はモハーヴェ砂漠で暮らしていたが、これまで注目していた宇宙の始まりではなく、宇宙の未来についての新たな理論を構築し、検証するためにファイナルシーズン14話で大学に復帰することとなった。
アミタ・ラマヌジャン (Amita Ramanujan)
演 - ナヴィ・ラワット (Navi Rawat)、日本語吹替 - 大坂史子
南カリフォルニア工科大学の学生（後に教授）。チャーリーの元教え子で助手（後に恋人）。FBIにも顔パスで出入りしている。
美人で頭が良いため男性からモテる。食事に誘われたり電話番号をこっそり渡されたりして、その度にチャーリーをやきもきさせていた。インドに親の決めた許嫁がいたが、結婚する気はさらさらない。
インド系アメリカ人だが、カリフォルニア生まれのカリフォルニア育ちでインドには行ったことも無く、言葉（タミル語）もほんの少ししかわからない。インド系であることで幼少期にいじめられていた。親の決めた婚約者もいるが軽侮している。意図的に、インドのひどい現状から目を背けていたのだと後に告白する。だが、臓器売買の事件（2ndシーズン第14話）に関わったことで考えを改め、祖母と共にインドを訪れることにした。
大学院生時代の論文の指導教授がチャーリーで、大学の規定で付き合うことが出来なかったが、博士課程修了後、改めて宇宙物理学科に入りなおし、犯罪捜査に携わるチャーリーと付き合うことになる。その間、お互いの立場の違いや新しい研究、多忙なチャーリーとのすれ違いなどもあって、チャーリーのライバルと食事をしたり、チャーリーのデートの誘いを断るなど、微妙な関係が続いていたが、チャーリーのかつての恋人スーザン・ベリーが現われたことや、彼女を講師としての迎えたいというハーバード大学からの誘いに対し、南カリフォルニア工科大学でも同じ椅子を用意させるというチャーリーの言葉に一人の数学者としてではなく、チャーリーの助手としてでしか自分は存在できないかなど、苛立ちを露わにした。が、第3シーズンでは彼との仲を修復し、南カリフォルニア工科大学に就職することを選んで、チャーリーと晴れて恋人となる。第5シーズン最終話でカルト集団に拉致されたが、事件が解決した後にチャーリーに求婚される。
ミルドレッド・フィンチ (Mildred Finch)
演 - キャシー・ナジミー (Kathy Najimy)、日本語吹替 - 水野千夏
第3シーズン9話から登場。
南カリフォルニア工科大学物理学・数学・天文学部の新任学部長。ニュートリノ天文学博士。
他人には愛称のミリー(Millie)と呼ばせたがる。エプス兄弟の父親アランと交際しており、エプス家にも頻繁に出入りしている。
チェスは下手だがポーカーは得意。ジェームズ・ボンド（特にロジャー・ムーア）のファン。
オズワルド・キットナー (Oswald Kittner)
演 -  ジェイ・バルチェル (Jay Baruchel)、日本語吹替 - 逢坂力
第3シーズン8話及び18話に登場。
学歴は高校中退だが、統計学の才能があり、独学で高度な数学を身につけた。
スケートボードとファンタジーベースボールが大好きで、ドーピングを行っている選手を見分けられる統計処理プログラムを開発した。
レイモンド・ガラスキ (Raymond Galuski)
演 - クリス・バウアー (Chris Bauer)、日本語吹替 - 高岡瓶々
第4シーズン3話より登場。南カリフォルニア工科大学機械工学課の教授。工学博士。
エプス兄弟の父アランと意気投合し、自分の講座の聴講生にした。庭池ポンプの修理をしたり、太陽光パネルの設置を勧めたりと、エプス家をしばしば訪れる。愛称はレイもしくはレイレイ。
オットー・バーンホフ (Otto Bahnoff)
演 - ジョン・カリアニ (John Cariani)
ファイナルシーズン第6話より登場。
南カリフォルニア工科大学のプラズマ物理学教授。あだ名はアウトバーン。
多少エキセントリックな面があるが天才的で、自動小銃の設計図を一瞥しただけで連射により暴発が起きる欠陥品であることを見抜いた。ラリーが大学を離れている間、チャーリーの補佐を幾度か勤めた。

## エピソード

### 第1シーズン
第1シーズン（2005年1月23日 – 2005年5月13日）では、FBIロサンゼルス支局とチャールズ・エプス教授の協力関係の始まりを描く。主なFBI捜査官は、チャールズの兄ドン・エプス、テリー・レイク、デイビッド・シンクレアである。エプス兄弟の父アラン・エプスは兄弟を精神面で支援する。ラリー・フラインハート教授と博士課程の学生アミタ・ラマヌジャンは、数学の支援と洞察でチャーリーに協力する。
第1シーズン前半の日本での放送順は、アメリカでの放送順と異なる。邦題はEPGより。
- ()括弧内は通算放送回、[ ]括弧内はアメリカにおける放送回

| 放送回  | 題名                                 | 使用された理論                                                                     | アメリカの放送日 |
| ------- | ------------------------------------ | ---------------------------------------------------------------------------------- | ---------------- |
| 1(1)    | 数字がすべて Pilot                   | 確率論、11次元超重力理論、弾道                                                     | 2005年1月23日    |
| 2(2)[6] | 鉄道破壊計画 Sabotage                | カシスキ・テスト、暗号理論、フィボナッチ数、黄金比、ビール暗号、H∞制御理論         | 2005年2月25日    |
| 3(3)[3] | 謎のウイルス Vector                  | ゼロ号患者、ウイルス・ベクター、ベクトル、多変量解析                               | 2005年2月4日     |
| 4(4)[2] | 銀行強盗集団 Uncertainty Principle   | P対NP問題、ハイゼンベルクの不確定性原理                                            | 2005年1月28日    |
| 5(5)[4] | 危険な高層ビル Structural Corruption | 振り子、フーコーの振り子、オッカムの剃刀                                           | 2005年2月11日    |
| 6(6)[5] | 少女誘拐事件 Prime Suspect           | 暗号理論、素数、リーマン予想、リーマンのゼータ                                     | 2005年2月18日    |
| 7(7)    | 偽札事件を追え Counterfeit Reality   | ギロシェ、ウェーブレット解析、ステガノグラフィー、アナモルフォーシス               | 2005年3月11日    |
| 8(8)    | えん罪の可能性 Identity Crisis       | ポーカー、等比数列 - 折り紙の数学、無限連鎖講、指紋、シュレーディンガーの猫        | 2005年4月1日     |
| 9(9)    | スナイパーの心理 Sniper Zero         | 弾道、ティッピング・ポイント、平均への回帰、指数関数的増加                         | 2005年4月15日    |
| 10(10)  | 盗まれた核廃棄物 Dirty Bomb          | ゲーム理論 - 囚人のジレンマ、放射性崩壊                                            | 2005年4月22日    |
| 11(11)  | セイバーメトリクス Sacrifice         | セイバーメトリクス、計量経済学                                                     | 2005年4月29日    |
| 12(12)  | 未確認飛行物体 Noisy Edge            | 組合せ数学、条件付き確率分布 - フーリエ解析による"squish-squash"                   | 2005年5月6日     |
| 13(13)  | 脱走犯の追跡 Man Hunt                | ベイズ推定、マルコフ連鎖、チャップマン・コルモゴロフの方程式、モンティ・ホール問題 | 2005年5月13日    |

- en:List of Numb3rs episodes 2007-05-12 14:16 UTCより一部訳。

### 第2シーズン
第2シーズン（2005年9月23日 – 2006年5月19日）では、引き続きFBIとチャーリーの協力関係を描く。テリー・レイクはワシントンDCに転任する。代わりに、メーガン・リーブスが心理分析官としてチームに参加する。さらに、コルビ・グレンジャーも加わる。
- ()括弧内は通算放送回

| 放送回 | 題名                                   | 使用された理論 | アメリカの放送日 |
| ------ | -------------------------------------- | --- | ---------------- |
| 1(14)  | 正義への報復 Judgment Call             | 散布図、ベイジアンフィルタ、条件付き確率                                                                                       | 2005年9月23日    |
| 2(15)  | 誘拐事件の真相 Better or Worse         | フォン・ノイマン・セル・オートマトン、疑似乱数                                                                                 | 2005年9月30日    |
| 3(16)  | 狙われたスター Obsession               | 三角法、curvelet解析、筆跡鑑定用法医学情報システム (FISH, Forensic Information System for Handwriting)、球面天文学、美術館問題 | 2005年10月7日    |
| 4(17)  | 小さな目撃者 Calculated Risk           | 条件付き確率、複利 | 2005年10月14日   |
| 5(18)  | 暗殺の確率 Assassin                    | 転置式暗号、ゲーム理論、紙飛行機                                                                                               | 2005年10月21日   |
| 6(19)  | 狙いやすい標的 Soft Target             | パーコレーション理論、拡散 | 2005年11月4日    |
| 7(20)  | データマイニング Convergence           | 群論、データマイニング、フーリエ変換、カレンダー、測量、 集合論、軌道 (力学)                                                   | 2005年11月11日   |
| 8(21)  | 隠された写真 In Plain Sight            | 群行動、ステガノグラフィー、行列-前方誤り訂正                                                                                  | 2005年11月18日   |
| 9(22)  | 姿なき告発者 Toxin                     | 情報理論-情報エントロピー、グラフ理論-ケーニヒスベルクの問題 シャボン玉、シュタイナー問題                                      | 2005年11月25日   |
| 10(23) | 所有権争い Bones of Contention         | 指数減少、ボロノイ図 | 2005年12月9日    |
| 11(24) | 放火捜査のカギ Scorched                | 燃焼、主成分分析 | 2005年12月16日   |
| 12(25) | 報復の連鎖 The OG                      | ポアソン分布、社会的ネットワーク                                                                                               | 2006年1月6日     |
| 13(26) | 賭けの代償 Double Down                 | 単純無作為抽出、時系列、ランダム化                                                                                             | 2006年1月13日    |
| 14(27) | 臓器売買 Harvest                       | マルコフ連鎖、楕円、遺伝的多様性                                                                                               | 2006年1月27日    |
| 15(28) | 狙われたハイテクマシン The Running Man | ベンフォードの法則**、連分数、天文学、確率                                                                                     | 2006年2月6日     |
| 16(29) | 追憶 Protest                           | グラフ理論、ラムゼー数、回帰                                                                                                   | 2006年3月6日     |
| 17(30) | マインド・ゲーム Mind Games            | フォッカー＝プランク方程式**、二項定理                                                                                         | 2006年3月10日    |
| 18(31) | イラク人女性弁護士 All's Fair          | 密度、数独、ロジスティック回帰、ゲーム理論                                                                                     | 2006年3月31日    |
| 19(32) | ハイスクール乱射事件 Dark Matter       | RFID、最適化問題 | 2006年4月7日     |
| 20(33) | 狂った使命感 Guns and Roses            | 反響定位、数理生物学 | 2006年4月21日    |
| 21(34) | FBI襲撃 Rampage                        | カオス理論、ブラウン運動、ランジュバン方程式、自己組織化臨界現象**、ベン図、アフィン写像、超立方体                             | 2006年4月28日    |
| 22(35) | 闇からの挑戦状 Backscatter             | 関数、陰関数、等比数列、指数増加、オンライン整数列大辞典                                                                       | 2006年5月5日     |
| 23(36) | アメリカン・ドリームの罠 Undercurrents | エンコーディング、ベクトル場、運動学、n次空間、不思議の環                                                                      | 2006年5月12日    |
| 24(37) | 過去からのメッセージ Hot Shot          | 有向グラフ、放物線、確率論、軌跡                                                                                               | 2006年5月19日    |

- en:List of Numb3rs episodes 2007-05-12 14:16 UTCより一部訳。

### 第3シーズン
第3シーズンは、北米では2006年9月22日から始まった。前シーズンからの大きな変化として、オープニングクレジットシーケンスの削除が挙げられる（現在、クレジットは番組の最初のパートで表示される）。また、ピーター・マクニコルがシーズンの大半、さらにダイアン・ファールが数回、出演していない。ピーター・マクニコルは最初の11話分に登場した後、テレビドラマ『24』出演のため休みとなり、第3シーズン第21話で本作に復帰した。ピーター演じるラリー・フラインハート博士不在の理由として「ペイロード・スペシャリストとして国際宇宙ステーションに行っていた」と説明された。ダイアン・ファールは妊娠のため、第18話で産休に入った。ダイアン演じるメーガン・リーブス不在の理由として、「アメリカ合衆国司法省での特別任務に着いた」と説明された。
- ()括弧内は通算放送回

| 放送回 | 題名                                 | 使用された理論 | アメリカの放送日 |
| ------ | ------------------------------------ | --- | ---------------- |
| 1(38)  | 無差別強盗殺人Part1 Spree            | 追跡曲線、ジオデシック分割法 | 2006年9月22日    |
| 2(39)  | 無差別強盗殺人Part2 Two Daughters    | スパイラル、パラメーター方程式 | 2006年9月29日    |
| 3(40)  | ホロコーストの悲劇 Provenance        | 線形不定方程式、カーブレット解析、クラックリュール、判別分析                                                                          | 2006年10月6日    |
| 4(41)  | 二重スパイ The Mole                  | オイラー角、サイクロイド、対称性、組合せ数学                                                                                          | 2006年10月13日   |
| 5(42)  | チャーリーVSメーガン Traffic         | ランダム、偏微分方程式、交通工学 | 2006年10月20日   |
| 6(43)  | 暴かれた賭け Longshot                | 確率論、裁定価格理論、データマイニング                                                                                                | 2006年10月27日   |
| 7(44)  | 仕組まれた停電の謎 Blackout          | 重心、調和級数、有向グラフ、潮流計算手法、シンプレックス法                                                                            | 2006年11月3日    |
| 8(45)  | 薬物使用の方程式 Hardball            | セイバーメトリクス、Change Point Analysis                                                                                             | 2006年11月10日   |
| 9(46)  | 恐怖の落とし穴 Waste Not             | 地下水流動の数値解析、ガンの群発発生、地震波トモグラフィー                                                                            | 2006年11月17日   |
| 10(47) | マインドコントロール Brutus          | フローネットワーク、ネットワーク論、ユークリッドの互除法、標的選択理論                                                                | 2006年11月24日   |
| 11(48) | 殺人チャットルーム Killer Chat       | テキストマイニング、主成分分析 | 2006年12月15日   |
| 12(49) | カルト集団の家系図 Nine Wives        | 近親交配係数、Levy flight、系譜学 | 2007年1月5日     |
| 13(50) | 危険な宝探し Finders Keepers         | 流体力学、制約充足問題、組合せ最適化                                                                                                  | 2007年1月12日    |
| 14(51) | 暗殺集団の目的 Take Out              | 外れ値、データマイニング | 2007年2月2日     |
| 15(52) | 17年目の真実 End of Watch            | 量子力学、LIDAR | 2007年2月9日     |
| 16(53) | 2つの死の関連性 Contenders           | クラスカル法、フローネットワーク | 2007年2月16日    |
| 17(54) | タイムリミット One Hour              | パレート効率、迷路理論、状態遷移図 | 2007年2月23日    |
| 18(55) | 民主主義の危機 Democracy             | 統計学、メタデータ、組織論、確率論 | 2007年3月9日     |
| 19(56) | 飛行機墜落事故の目的 Pandora's Box   | 伊藤過程、ウェーブレット解析 | 2007年3月30日    |
| 20(57) | DNAボマー事件 Burn Rate              | 爆発、パラダイムシフト、コヒーレンス、外れ値                                                                                          | 2007年4月6日     |
| 21(58) | 囚人のジレンマ The Art of Reckoning  | 確率論、ゲーム理論 | 2007年4月27日    |
| 22(59) | テロリストの細胞 Under Pressure      | 社会ネットワーク | 2007年5月4日     |
| 23(60) | 投資ファンドの幻想 Money For Nothing | 貪欲法、最良優先探索 | 2007年5月11日    |
| 24(61) | 選ばれた二人 The Janus List          | Merkle-Hellmanナップサック暗号、チェスボードの問題、ストランディング暗号表 換字式暗号、ベーコンの暗号、ナップザック問題、ローレンツ力 | 2007年5月18日    |

- en:List of Numb3rs episodes 2008-10-22 15:46 UTCより一部訳。

### 第4シーズン
第4シーズン（2007年9月28日 – 2008年5月16日）は、全米脚本家組合ストライキの影響で、12話分を放映した後2ヶ月半放送中断をし、再開後に6話分を放映した。
その影響で（劇中では特に触れられていないが）ラリーが髭を剃り、アランが無精髭を生やすなど、再開後の13話から雰囲気が異なるキャラクターがいる。第2、第3シーズンに比べ、全18話と少なめの話数になっている。
- ()括弧内は通算放送回

| 放送回 | 題名                                    | 使用された理論                                                                                          | アメリカの放送日 | 日本での放送日 |
| ------ | --------------------------------------- | --- | ---------------- | -------------- |
| 1(62)  | コルビーの疑惑 Trust Metric             | トラストメトリック**、集合被覆問題、近似アルゴリズム、イルミネーション問題                              | 2007年9月28日    | 2010年1月18日  |
| 2(63)  | ハリウッド的殺人事件 Hollywood Homicide | スネルの法則、アルキメデスの原理、ゲーム理論                                                            | 2007年10月5日    | 2010年1月25日  |
| 3(64)  | スピードの代償 Velocity                 | 角運動量、向心力、保存則、ニュートン力学                                                                | 2007年10月12日   | 2010年2月1日   |
| 4(65)  | 数秘術の暗号 Thirteen                   | フィボナッチ・コーディング**、数占い、ゲマトリア                                                        | 2007年10月19日   | 2010年2月8日   |
| 5(66)  | ロビン・フッドの誘導 Robin Hood         | | 2007年10月26日   | 2010年2月15日  |
| 6(67)  | 守りきれなかった命 In Security          | 回帰分析                                                                                                | 2007年11月2日    | 2010年2月22日  |
| 7(68)  | アバターの正体 Primacy                  | 進化的アルゴリズム                                                                                      | 2007年11月9日    | 2010年3月1日   |
| 8(69)  | 愛情の値段 Tabu                         | タブーサーチ、ミニマックス法、Bayesian priors                                                           | 2007年11月16日   | 2010年3月8日   |
| 9(70)  | 伝説の非売品 Graphic                    | フラクタル次元、競売理論**、Wrinkliness                                                                 | 2007年11月23日   | 2010年3月15日  |
| 10(71) | 密室のエレベーター Chinese Box          | 中国語の部屋、Chomp**、クラスタ解析                                                                     | 2007年12月14日   | 2010年3月22日  |
| 11(72) | 危険な報道 Breaking Point               | 回帰分析                                                                                                | 2008年1月11日    | 2010年3月29日  |
| 12(73) | 心の殺人 Power                          | ネットワーク理論、集合論                                                                                | 2008年1月18日    | 2010年4月5日   |
| 13(74) | ドンの直感 Black Swan                   | | 2008年4月4日     | 2010年4月12日  |
| 14(75) | 死のチェックメイト Checkmate            | | 2008年4月11日    | 2010年4月19日  |
| 15(76) | もう1つの戦争 End Game                  | OODAループ、意志決定論**                                                                                | 2008年4月25日    | 2010年4月26日  |
| 16(77) | 危険なカルト集団 Atomic No. 33          | ベイジアンネットワーク、非ニュートン流体、社会ネットワーク、Affinity analysis、k-optimal rule discovery | 2008年5月2日     | 2010年5月3日   |
| 17(78) | 約束された名声 Pay to Play              | 類似メトリクス**、グレブナー基底**                                                                      | 2008年5月9日     | 2010年5月10日  |
| 18(79) | 決断の時 When Worlds Collide            | | 2008年5月16日    | 2010年5月17日  |

### 第5シーズン
NUMBERSの第5シーズン（2008年10月3日 – 2009年5月15日）
- ()括弧内は通算放送回

| 放送回  | 題名                                    | 使用された理論 | アメリカの放送日 |
| ------- | --------------------------------------- | -------------- | ---------------- |
| 1(80)   | 奪われたダイヤ High Exposure            |                | 2008年10月3日    |
| 2(81)   | おとり作戦 The Decoy Effect             |                | 2008年10月10日   |
| 3(82)   | カフェ殺人 Blowback                     |                | 2008年10月17日   |
| 4(83)   | 天才詐欺師 Jack of All Trades           |                | 2008年10月24日   |
| 5(84)   | 破れたバーコード Scan man               |                | 2008年10月31日   |
| 6(85)   | マジックショー Magic Show               |                | 2008年11月7日    |
| 7(86)   | 孤高のサーファー Charlie Don't Surf     |                | 2008年11月14日   |
| 8(87)   | 36時間のタイムリミット Thirty-Six Hours |                | 2008年11月21日   |
| 9(88)   | 陰謀 Conspiracy Theory                  |                | 2008年12月5日    |
| 10(89)  | ライバルの対立 Frienemies               |                | 2008年12月19日   |
| 11(90)  | 脱獄犯 Arrow of Time                    |                | 2009年1月9日     |
| 12(91)  | 身代金 Jacked                           |                | 2009年1月16日    |
| 13(92)  | 消えた捜査官 Trouble In Chinatown       |                | 2009年1月23日    |
| 14(93)  | 盗まれた一足 Sneakerhead                |                | 2009年2月6日     |
| 15(94)  | 無罪判決 Guilt Trip                     |                | 2009年2月13日    |
| 16(95)  | 潜入捜査 Cover Me                       |                | 2009年2月27日    |
| 17(96)  | 殺人コンピュータ First Law              |                | 2009年3月6日     |
| 18(97)  | 12時01分 12:01 AM                       |                | 2009年3月13日    |
| 19(98)  | 動物実験 Animal Rites                   |                | 2009年4月10日    |
| 20(99)  | 最大の危機 The Fifth Man                |                | 2009年4月24日    |
| 21(100) | 未解決連続殺人 Disturbed                |                | 2009年5月1日     |
| 22(101) | 伝説の強盗 Greatest Hits                |                | 2009年5月8日     |
| 23(102) | 緊迫の救出劇 Angels and Devils          |                | 2009年5月15日    |

### ファイナル・シーズン
NUMBERSの第6シーズン（2009年9月25日 – 2010年3月12日）
- ()括弧内は通算放送回

| 放送回  | 題名                                | 使用された理論 | アメリカの放送日 |
| ------- | ----------------------------------- | -------------- | ---------------- |
| 1(103)  | 予告された暗殺 Hangman              |                | 2009年9月25日    |
| 2(104)  | 特殊チームの闇 Friendly Fire        |                | 2009年10月2日    |
| 3(105)  | ロシアンルーレット 7 Men Out        |                | 2009年10月9日    |
| 4(106)  | 殺人のシナリオ Where Credit's Due   |                | 2009年10月16日   |
| 5(107)  | つくられた少女 Hydra                |                | 2009年10月23日   |
| 6(108)  | テクノロジーの暴走 Dreamland        |                | 2009年10月30日   |
| 7(109)  | ハッカー vs ハッカー Shadow Markets |                | 2009年11月6日    |
| 8(110)  | エジャートン逮捕 Ultimatum          |                | 2009年11月13日   |
| 9(111)  | 最強の詐欺師 Con Job                |                | 2009年11月20日   |
| 10(112) | ベトナムの傷跡 Old Soldires         |                | 2009年12月4日    |
| 11(113) | ミリオネアの確率 Scratch            |                | 2010年1月8日     |
| 12(114) | 死の商人 Arm in Arms                |                | 2010年1月15日    |
| 13(115) | 歪んだ復讐 Devil Girl               |                | 2010年1月22日    |
| 14(116) | セレブの本性 And the Winner Is...   |                | 2010年2月2日     |
| 15(117) | 闇にうごめく過去 Growin' Up         |                | 2010年3月5日     |
| 16(118) | それぞれの旅立ち Cause and Effect   |                | 2010年3月12日    |

## プロダクションノート
- 番組の最初のアイディアはMITのイベントから得られた[8]。
- チャーリーとラリー、アミタの所属する大学はCalSciであるが、そこのシーンはカリフォルニア工科大学 (Caltech)と南カリフォルニア大学 (USC)で撮影されている。Caltech内で撮影によく使用されている場所は、Millikan図書館の周辺、加えてミリカン湖、役員室、近所の建物へのアーケードである。USCでは、Doheny図書館やTown and Gown食堂が含まれる。
- 第3シーズンのエピソード"Pandora's Box"で、初めて架空の大学であるCalSciのフルネームが California Institute of Science であると言及された。
- 番組の制作者ニコラス・ファラッチとシェリル・ヒュートンは、2006年のカール・セーガン賞のAward for the Public Understanding of Science部門を受賞した。[9]
- 第1シーズンで使用された Craftsman home は、David Raposa と Edward Trosper 所有のものである[10]。
- シリーズ中で言及した有名な科学者や数学者は次のとおり。アイザック・ニュートン、アルベルト・アインシュタイン、アルキメデス、ジョン・フォン・ノイマン、ポール・エルデシュ、ピエール＝シモン・ラプラス、マイケル・ファラデー、リチャード・P・ファインマン、ヴェルナー・ハイゼンベルク、ベルンハルト・リーマン、そしてエドワード・ウィッテン。
- シリーズ中、少なくとも2回、チェスの名局Morphy 対 Duke of Brunswick と Count Isouard 戦が取り上げられた。1つはエピソード「脱走犯の追跡」の最後のシーン、もう1つはエピソード「暗殺の確率」の「幕間のチェス」。
- 第1シーズンのオープニングで、使用されていた曲はトーキング・ヘッズの「Once In A Lifetime」であり、チャーリーの台詞（ナレーション）も同曲のオマージュであるような部分もある。第2シーズン以降はオリジナルの曲となっているが、最終回「それぞれの旅立ち」のオープニングで使用されている。日本では、地上波及びDVD版ではオリジナルの曲が使用されている（ただし地上波では、連続して放送された第12話と第13話の回のみ第1シーズンと同じである）。